# Ridley Scott
Ridley Scott   (South Shields, 30 de novembre de 1937) és un director, productor i guionista de cinema anglès, té el títol de Sir. És germà del també director de cinema Tony Scott.
Format al British Film Institute i a la BBC, va desenvolupar una àmplia experiència publicitària abans de dirigir films com Alien (1979), Blade Runner (1982) o Gladiator (2000). Scott ha estat nominat tres vegades al premi Oscar a la millor direcció, per Thelma i Louise (1991), Gladiator (2000) i Black Hawk abatut (2001).
El gener de 2003 va ser nomenat cavaller per la reina Isabel II, pels seus serveis a la indústria cinematogràfica britànica.

## Biografia
Scott va néixer el 30 de novembre de 1937, a South Shields, Anglaterra. Fill mitjà d'Elizabeth Williams i de Francis Percy Scott. La seva infantesa va coincidir amb la Segona Guerra Mundial, motiu pel qual el seu pare, coronel del cos d'Enginyers Reials, i el seu germà Frank, membre de la marina mercant britànica, van estar absents durant gran part del conflicte. La família va viure en diversos llocs durant la guerra, fins que es van establir al comtat de Durham. Scott va estudiar a la Grangefield Grammar, però, encoratjat per un dels seus professors, va decidir canviar-se a The Northern School of Art d'Hartlepool, on va aconseguir un títol en disseny l'any 1958.
Una vegada acabats els estudis a Hartlepool, Scott sol·licità accés al Royal College of Art (RCA) de Londres. No hi existia encara cap departament de cinema, així que Scott es va incorporar al departament de televisió. Un dia, Ridley va trobar una càmera Bolex de setze mil·límetres amb el seu manual d'instruccions. Després de presentar una proposta de guió va rebre del departament un pressupost de 100 dòlars i el permís per fer servir la càmera durant sis setmanes per rodar el que seria el seu primer curtmetratge: Boy and Bicycle (1965), protagonitzat pel seu germà petit Tony. L'any 1961 va aconseguir un mestratge en disseny gràfic.
Després de la seva graduació, Ridley va rebre una beca de l'empresa de begudes Schweppes que li va permetre viatjar durant més d'un any pels Estats Units. Gràcies a aquesta experiència va tenir l'oportunitat de conèixer a directors com a Richard Leacock o D. A. Pennebaker, pioners del cinéma vérité.
L'any 1963, després de tornar dels Estats Units, Scott va aprendre l'ofici d'escenògraf treballant per a la BBC. Va participar en les sèries de televisió Z-Cars i Out of the Unknown, a més d'adaptar en format curtmetratge el film Camins de glòria, de Stanley Kubrick. En aquests anys frenètics, compaginava la seva feina d'escenògraf amb la direcció d'alguns episodis de sèries per a la BBC, com a Adam Adamant Lives!, i a més dirigia anuncis publicitaris per la seva pròpia empresa. Aquesta sobrecàrrega de feina va fer que abandonés la televisió britànica per poder dedicar-se de manera exclusiva a la publicitat, molt més lucrativa.
Es va casar l'any 1964 amb Felicity Heywood, qui formava part d'un cercle d'amics que incloïa dissenyadors i artistes. La parella va tenir dos fills, Jake i Luke, i van estar junts onze anys fins que es van divorciar en 1975.
Ridley va fundar l'any 1968, juntament amb el seu germà Tony, la Ridley Scott Associates Films (RSA Films), que es convertiria en una de les principals productores publicitàries del Regne Unit, amb sucursals a Europa, Estats Units i Àsia, i on han treballat com a directors els seus fills Jake, Luke i Jordan Scott.
En 1979, Scott contrau matrimoni amb Sandy Watson, amb la que va estar casat fins a 1989. La parella va tenir una filla, Jordan Scott, també directora de cinema.
Scott va casar-se per tercera vegada l'any 2015 amb l'actriu Giannina Facio, a qui va dirigir en diversos films.

## Carrera

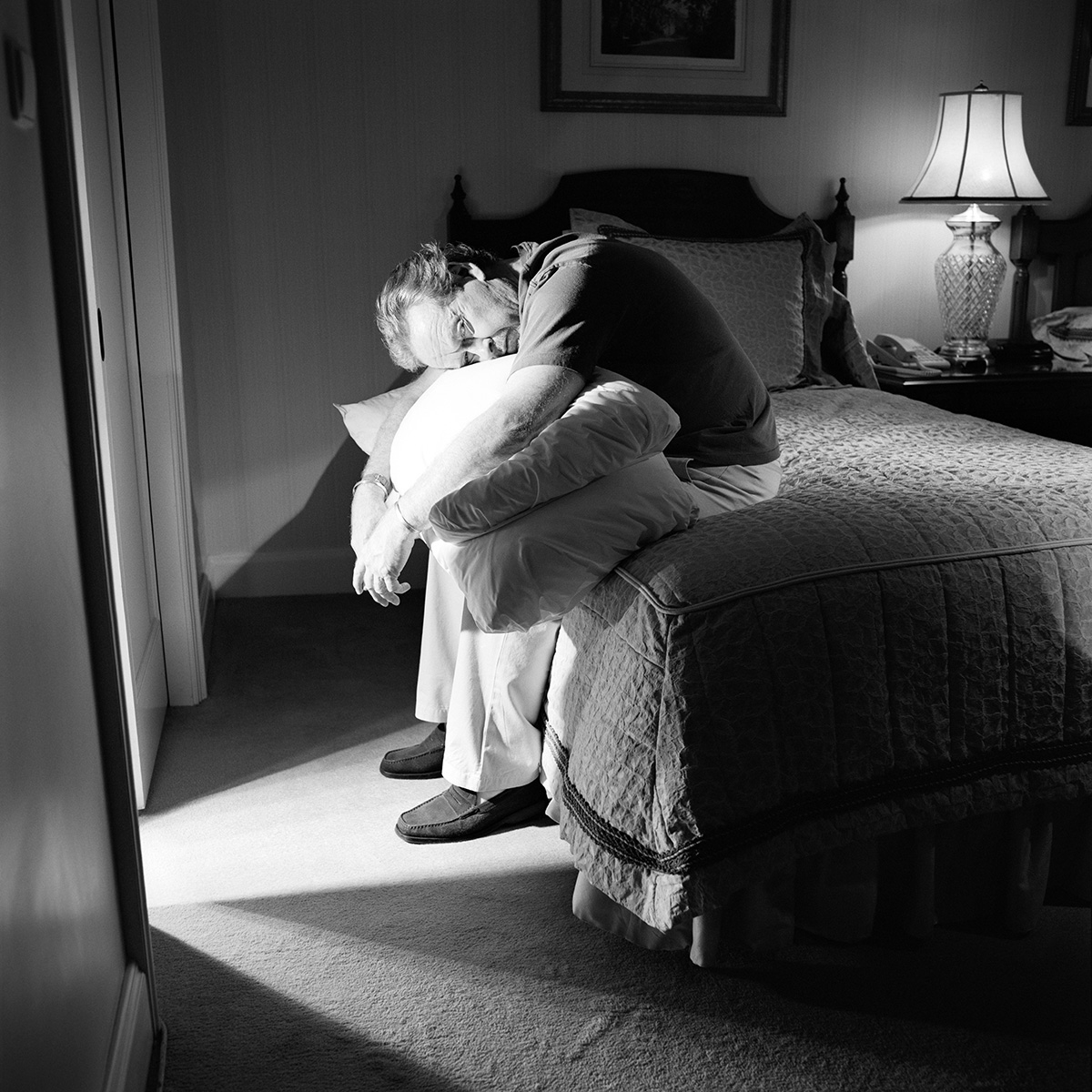
Scott fotografiat per Oliver Mark, en 2005

El seu estil destaca la importància de l'experiència sensorial (visual, sonora) en un film. El cinema de Scott utilitza la il·luminació, fotografia, creació d'ambients i sincronia amb la música i el so com "actors" addicionals. Aquesta característica pot ser percebuda en la publicitat de televisió que Scott ha dirigit (més de 2.000).
Els seus primers films (especialment Els duelistes, Alien, i Blade Runner) proporcionen a l'espectador una experiència en què les escenes són recordades no sols pels actors que intervenen o per moments específics del guió, sinó per l'ambient recreat. Ridley Scott va ser el primer a utilitzar comercialment la denominació "Director's Cut" ("muntatge del director", en anglès) per a una obra que el director reedita per al públic i en la qual s'aprecien diferències amb la versió estrenada originàriament. Moltes de les seves pel·lícules han marcat la història del cinema, com ara Blade Runner, Alien, Thelma & Louise o Gladiator.
El 2020 va dirigir dos episodis de la sèrie Raised by Wolves.

## 1990
La pel·lícula de carretera Thelma & Louise (1991) protagonitzada per Geena Davis com a Thelma, Susan Sarandon com a Louise, a més del paper de Brad Pitt com J.D, va demostrar ser un dels èxits més grans de la crítica de Scott, ajudant a reviure la reputació del director i rebent la seva primera nominació al Premi de l'Acadèmia al Millor Director. El seu pròxim projecte, finançat de forma independent per l'epopeia històrica 1492: Conquesta del Paradís, va ser un fracàs de taquilla. La pel·lícula explica les expedicions a les Amèriques de Cristòfor Colom (estrella francesa Gérard Depardieu). Scott no va estrenar una altra pel·lícula durant quatre anys.
El 1995, Ridley i el seu germà Tony van formar una productora, Scott Free Productions, a Los Angeles. Tots els llargmetratges posteriors de Ridley, començant amb White Squall (protagonitzada per Jeff Bridges) i G.I. Jane (protagonitzada per Demi Moore), han estat produïts sota la bandera de Scott Free. El 1995 els dos germans van adquirir un interès de control en l'estudi de cinema britànic Shepperton Studios. El 2001, Shepperton es va fusionar amb Pinewood Studios per convertir-se en The Pinewood Studios Group, que té la seu a Buckinghamshire, Anglaterra.

## Filmografia i guardons
| Any  | Títol                                                | Oscars      | Oscars | BAFTA       | BAFTA  | Globus d'Or | Globus d'Or |
| Any  | Títol                                                | Nominacions | Premis | Nominacions | Premis | Nominacions | Premis      |
| ---- | ---------------------------------------------------- | ----------- | ------ | ----------- | ------ | ----------- | ----------- |
| 1977 | Els duelistes (The Duellists)                        |             |        | 2           |        |             |             |
| 1979 | Alien                                                | 2           | 1      | 7           | 2      | 1           |             |
| 1982 | Blade Runner                                         | 2           |        | 8           | 3      | 1           |             |
| 1985 | Legend                                               | 1           |        | 3           |        |             |             |
| 1987 | L'ombra del testimoni (Someone to Watch Over Me)     |             |        |             |        |             |             |
| 1989 | Black Rain                                           | 2           |        |             |        |             |             |
| 1991 | Thelma i Louise                                      | 6           | 1      | 8           |        | 4           | 1           |
| 1992 | 1492: Conquest of Paradise                           |             |        |             |        | 1           |             |
| 1996 | Tempesta blanca (White Squall)                       |             |        |             |        |             |             |
| 1997 | G.I. Jane                                            |             |        |             |        |             |             |
| 2000 | Gladiator                                            | 12          | 5      | 14          | 4      | 5           | 2           |
| 2001 | Hannibal                                             |             |        |             |        |             |             |
| 2001 | Black Hawk abatut (Black Hawk Down)                  | 4           | 2      | 3           |        |             |             |
| 2003 | Els impostors (Matchstick men)                       |             |        |             |        |             |             |
| 2005 | El regne del cel (Kingdom of heaven)                 |             |        |             |        |             |             |
| 2006 | Un bon any (A Good Year)                             |             |        |             |        |             |             |
| 2007 | American Gangster                                    | 2           |        | 5           |        | 3           |             |
| 2008 | Xarxa de mentides (Body of Lies)                     |             |        |             |        |             |             |
| 2010 | Robin Hood                                           |             |        |             |        |             |             |
| 2012 | Prometheus                                           | 1           |        | 1           |        |             |             |
| 2013 | The Counselor                                        |             |        |             |        |             |             |
| 2014 | Exodus: Gods and Kings                               |             |        |             |        |             |             |
| 2015 | The Martian                                          | 7           |        | 6           |        | 3           | 2           |
| 2017 | Alien: Covenant                                      |             |        |             |        |             |             |
| 2017 | Tots els diners del món (All the Money in the World) | 1           |        | 1           |        | 3           |             |
| 2021 | The Last Duel                                        |             |        |             |        |             |             |
| 2021 | House of Gucci                                       | 1           |        | 3           |        | 1           |             |
|      | Napoleon                                             |             |        |             |        |             |             |